# Долно Жабско
Долно Жапско или Долно Жабско (на сръбски: Доње Жапско или Donje Žapsko) е село в Югоизточна Сърбия, Пчински окръг, Град Враня, община Враня.

## География
Селото се намира във Вранската котловина, от двете страни на Жабската река, като основната му част е на десния бряг. По своя план е пръснат тип селище. Отстои на 13,2 км южно от окръжния и общински център Враня, на 2 км западно от село Горно Жапско, на 1,6 км югоизточно от село Църни Луг и на север от село Миланово и на югоизток от село Ристовац.

## История
Към 1903 г. селото е съставено от десет махали – Долна, Чичинска, Маринкова, Топалска, Вукадинска, Деяновска, Югинска, Джолинска, Рашинска и Стайна и има 65 къщи.
По време на Първата световна война селото е във военновременните граници на Царство България, като административно е част от Вранска околия на Врански окръг.
В местността Старо селище, от дясната страна на Жабската река се намират останките от изчезналото село Райчиновац.

## Население
Според преброяването на населението от 2011 г. селото има 340 жители.

### Етнически състав
Данните за етническия състав на населението са от преброяването през 2002 г.
- сърби – 418 жители (99,28%)
- руснаци – 2 жители (0,47%)
- македонци – 1 жител (0,23%)